# Patrick de Chaworth († 1283)
Patrick de Chaworth († vor 7. Juli 1283) war ein englischer Adliger und Militär.
Patrick de Chaworth entstammte der anglonormannischen Familie Chaworth. Er war ein jüngerer Sohn von Patrick de Chaworth, der Hawise de Londres, die Erbin der Herrschaft Kidwelly in Südwestwales geheiratet hatte. Zusammen mit seinem älteren Bruder Payn nahm Patrick ab 1270 am Kreuzzug des Prinzen Eduard teil. Nach dem Tod seines Bruders, der 1279 ohne Nachkommen gestorben war, erbte er die Herrschaft Kidwelly, eine Herrschaft der Welsh Marches, Ogmore Castle in Glamorgan sowie weitere Ländereien in England. Er setzte den von seinem Bruder begonnenen Ausbau von Kidwelly Castle fort und stellte 1282 für den zweiten Feldzug König Eduards I. zur Eroberung von Wales Truppen.
Er heiratete Isabella de Beauchamp, eine Tochter von William de Beauchamp, 9. Earl of Warwick und von Maud de Furnivall, starb jedoch bereits vor dem 7. Juli 1283. Da bei seinem Tod seine Erbin, seine einzige Tochter Maud, erst ein Jahr alt war, übergab König Eduard I. seine Besitzungen zur Verwaltung an William de Valence. Seine Witwe Isabel heiratete 1285 in zweiter Ehe Hugh le Despenser den Älteren. Maud de Chaworth heiratete 1297 Henry Plantagenet, einen Neffen des Königs, wodurch Kidwelly ein Teil des späteren Duchy of Lancaster wurde.